# Votations fédérales de 2008 en Suisse
Dix votations fédérales ont été organisées en 2008 en Suisse les 24 février, 1er juin et 30 novembre.

## Mois de février
Le 24 février 2008, deux objets sont soumis à la votation : une initiative populaire et un référendum facultatif.
1. L’initiative populaire du 3 novembre 2005 « Contre le bruit des avions de combat à réaction dans les zones touristiques ». Le projet vise à interdire, dans les zones touristiques et en temps de paix, les exercices militaires des avions de combat à réaction. Le Conseil fédéral et le Parlement recommande son rejet[3].

1. Le référendum facultatif sur la Loi fédérale sur l'amélioration des conditions fiscales applicables aux activités entrepreneuriales et aux investissements (Loi sur la réforme de l'imposition des entreprises II). La deuxième réforme de l’imposition des entreprises vise à atténuer l’imposition des bénéfices distribués par les entreprises, à réduire les impôts qui érodent le capital des entreprises et à supprimer les entraves fiscales qui pénalisent les entreprises de personnes. Le Parti socialiste et les Verts créent un comité référendaire et recueillent les 50 000 signatures requises pour que l'objet passe en votation. Le Conseil fédéral et le Parlement recommande d'accepter l'objet[réf. nécessaire].

### Résultats
| Question                   | Pour    | Pour | Contre    | Contre | Blancs | Nuls  | Total     | Inscrits  | Partici- pation | Cantons pour | Cantons pour | Cantons contre | Cantons contre |
| Question                   | Votes   | %    | Votes     | %      | Blancs | Nuls  | Total     | Inscrits  | Partici- pation | Entiers      | Demi         | Entiers        | Demi           |
| -------------------------- | ------- | ---- | --------- | ------ | ------ | ----- | --------- | --------- | --------------- | ------------ | ------------ | -------------- | -------------- |
| Trafic aérien              | 601 071 | 31,9 | 1 282 108 | 68,1   | 31 488 | 6 218 | 1 920 885 | 4 957 889 | 38,74           | 0            | 0            | 20             | 6              |
| Imposition des entreprises | 938 744 | 50,5 | 918 990   | 49,5   | 50 743 | 6 478 | 1 914 955 | 4 957 889 | 38,62           |              |              |                |                |

## Mois de juin
Le 1er juin 2008, trois objets sont soumis à la votation.
1. L'initiative populaire du 18 novembre 2005 « Pour des naturalisations démocratiques ». Le projet vise à donner aux communes le pouvoir de fixer de manière autonome la procédure et l’organe compétent pour l’octroi du droit de cité communal. De plus, les décisions populaires en matière de naturalisation seraient définitives et ne pourraient ainsi plus faire l’objet d’un recours devant un tribunal. Le Conseil fédéral et le Parlement recommande son rejet.
2. L'initiative populaire du 11 août 2004 « Souveraineté du peuple sans propagande gouvernementale ». Le projet exige la restriction des activités d’information de la Confédération avant les votations. Le Conseil fédéral et le Parlement recommande son rejet.
3. L'article constitutionnel du 21 décembre 2007 « Qualité et efficacité économique dans l'assurance-maladie ». Le 28 juillet 2004 une initiative populaire « Pour la baisse des primes d’assurance-maladie dans l’assurance de base » est déposée. Le projet visait une baisse des primes qui aurait été obtenue notamment par une réduction du catalogue des prestations. Le Parlement s'est prononcé contre l'initiative et a proposé un contre-projet reprenant certains objectifs de l'initiative et ajoutant les grand principes de l'assurance-maladie dans la Constitution. Le comité d'initiative a retiré son initiative. De ce fait, seul le contre-projet est soumis au vote. Le Conseil fédéral et le Parlement recommande d'accepter l'objet.

### Résultats
| Question                      | Pour    | Pour | Contre    | Contre | Blancs | Nuls  | Total     | Inscrits  | Partici- pation | Cantons pour | Cantons pour | Cantons contre | Cantons contre |
| Question                      | Votes   | %    | Votes     | %      | Blancs | Nuls  | Total     | Inscrits  | Partici- pation | Entiers      | Demi         | Entiers        | Demi           |
| ----------------------------- | ------- | ---- | --------- | ------ | ------ | ----- | --------- | --------- | --------------- | ------------ | ------------ | -------------- | -------------- |
| Naturalisations démocratiques | 601 071 | 36,2 | 1 415 249 | 63,8   | 18 803 | 6 795 | 2 245 577 | 4 970 220 | 45,18           | 1            | 0            | 19             | 6              |
| Souveraineté du peuple        | 938 744 | 24,8 | 1 634 196 | 75,2   | 49 202 | 6 887 | 2 229 213 | 4 970 220 | 44,85           | 0            | 0            | 20             | 6              |
| Assurance maladie             | 661 312 | 30,5 | 1 505 702 | 69,5   | 53 247 | 6 949 | 2 227 210 | 4 970 220 | 44,81           | 0            | 0            | 20             | 6              |

## Mois de novembre
Le 30 novembre 2008, cinq objets sont soumis à la votation.
1. L'initiative populaire du 1er mars 2006 « Pour l’imprescriptibilité des actes de pornographie enfantine ». Le projet demande que les actes d’ordre sexuel ou pornographique sur des enfants impubères ne se prescrivent pas. Le Conseil fédéral et le Parlement recommande son rejet et propose un contre-projet indirect, non soumis au vote populaire, fixant la prescription jusqu'au jour où la victime de tel acte a 33 ans.
2. L'initiative populaire du 28 mars 2006 « Pour un âge de l’AVS flexible ». Le projet entend octroyer aux personnes actives qui perçoivent un revenu annuel n’excédant pas 119 340 francs une rente AVS non réduite à partir de 62 ans si elles cessent d’exercer une activité lucrative. Le Conseil fédéral et le Parlement recommande son rejet.
3. L'initiative populaire du 11 mai 2006 « Droit de recours des organisations: Assez d’obstructionnisme – Plus de croissance pour la Suisse! ». Le projet entend exclure le droit de recours des organisations de protection de l'environnement lorsqu'il vise projets qui se fondent sur des décisions du peuple ou de parlements. Le Conseil fédéral et le Parlement recommande son rejet.
4. L'initiative populaire du 13 janvier 2006 « Pour une politique raisonnable en matière de chanvre protégeant efficacement la jeunesse ». Le projet demande la dépénalisation de la consommation du cannabis, un contrôle par la Confédération de l’offre, un renforcement de la protection de la jeunesse et une interdiction de la publicité pour le cannabis. Le Conseil fédéral et le Parlement recommande son rejet.
5. Le référendum facultatif sur la modification loi fédérale sur les stupéfiants et les substances psychotropes (loi sur les stupéfiants, LStup). La modification de la loi renforce la protection de la jeunesse et consolide les mesures prises à cet effet. Elle prévoit aussi de nouvelles règles relatives à la prévention et à l’utilisation de cannabis à des fins médicales, encourage l’abstinence et fixe une base légale définitive pour le traitement avec prescription d’héroïne. Un comité référendaire recueille les 50 000 signatures requises pour que l'objet passe en votation. Le Conseil fédéral et le Parlement recommande d'accepter l'objet.

### Résultats
| Question                           | Pour      | Pour | Contre    | Contre | Blancs | Nuls  | Total     | Inscrits  | Partici- pation | Cantons pour | Cantons pour | Cantons contre | Cantons contre |
| Question                           | Votes     | %    | Votes     | %      | Blancs | Nuls  | Total     | Inscrits  | Partici- pation | Entiers      | Demi         | Entiers        | Demi           |
| ---------------------------------- | --------- | ---- | --------- | ------ | ------ | ----- | --------- | --------- | --------------- | ------------ | ------------ | -------------- | -------------- |
| Actes de pornographie enfantine    | 1 206 323 | 51,9 | 1 119 119 | 48,1   | 40 912 | 7 958 | 2 374 312 | 4 996 626 | 47,52           | 16           | 4            | 4              | 2              |
| Âge de la retraite                 | 970 221   | 41,4 | 1 374 598 | 58,6   | 27 686 | 7 691 | 2 380 196 | 4 996 626 | 47,64           | 4            | 0            | 16             | 6              |
| Droit de recours des organisations | 773 467   | 34,0 | 1 501 766 | 66,0   | 75 453 | 8 527 | 2 359 213 | 4 996 626 | 47,22           | 0            | 0            | 20             | 6              |
| Dépénalisation du cannabis         | 846 985   | 36,7 | 1 457 900 | 63,3   | 52 198 | 8 348 | 2 365 431 | 4 996 626 | 47,34           | 0            | 0            | 20             | 6              |
| Modification de la LStup           | 1 541 928 | 68,1 | 722 992   | 31,9   | 82 003 | 8 489 | 2 355 412 | 4 996 626 | 47,14           |              |              |                |                |